# Wysilenie silnika
Wysilenie silnika – uzyskiwana przez silnik moc jednostkowa oraz wielkość średniej prędkości tłoka w cylindrze i wartość średniego ciśnienia użytecznego uzyskiwanego w silniku. Te trzy czynniki mają wpływ na stopień wysilenia silnika.
Wzrost wysilenia silnika ma nieustannie miejsce już od chwili jego powstania.
Wzrost wysilenia sprawia, że przy tej samej mocy silnik ma mniejszą masę i jest łatwiejszy do zabudowy.

## Metody wzrostu wysilenia silnika
- Wzrost obrotów silnika
- Zwiększenie masy ładunku[a] poprzez zastosowanie np. turbodoładowania
- Zwiększenie sprawności termodynamicznej poprzez wzrost stopnia sprężania.

## Konsekwencje wzrostu wysilenia silnika
Podczas wzrostu wysilenia dochodzi do szeregu niekorzystnych zjawisk do których możemy zaliczyć:
- wzrost obciążeń cieplnych i mechanicznych silnika
- pogorszenie warunków smarowania i chłodzenia
- występowanie większej podatności na drgania i większej głośności pracy
- większa jednostkowa emisja spalin
- następuje zazwyczaj zmniejszenie elastyczności silnika (szybciej rosną obroty maksymalnego momentu niż obroty maksymalnej mocy) – co wymaga większej liczby przełożeń w skrzyni biegów i zmusza kierowcę do częstszej ich zmiany.

## Przeciwdziałanie niekorzystnym konsekwencjom
Aby te zjawiska usunąć stosuje się:
- wielocylindrowość[b]
- wydajne układy chłodzenia często oddzielne dla bloku silnika i oddzielne dla głowicy
- układy chłodzenia oleju silnikowego
- oleje silnikowe o wysokich parametrach smarnych, odporne na wysoką temperaturę
- dużą precyzję wykonania
- nowoczesne formy zasilania silnika paliwem
- nowoczesne formy zasilania i rozrządu
- dobrej jakości materiały użyte do budowy.